# .375 Ruger
El .375 Ruger (9.5×65.5mm)  es un cartucho de rifle de fuego central diseñado para la caza mayor de animales peligrosos. Está diseñado para mejorar el rendimiento del .375 Holland & Holland Magnum y a su vez ser recamarado en un rifle de acción de longitud estándar. El cartucho estuvo diseñado en sociedad, por Hornady y Ruger. En 2007,  esté liberado comercialmente  en el Ruger M77 Hawkeye African y el Ruger M77 Hawkeye Alaskan.

## Diseño y Especificaciones
Como el .376 Steyr que se basa en el casquillo del 9.3×64mm Brenneke o el .375 Dakota desarrollado del casquillo del .404 Jeffery, el .375 Ruger estuvo diseñado para competir con el .375 H&H Magnum, con la  ventaja de ser usado en un mecanismo de longitud estándar, similar al usado para cartuchos de la longitud de un .270 Winchester, 30-06 ó 300 Winchester Magnum. 
El .375 Ruger utiliza un casquillo único diseñado por Hornady y Ruger, que tiene un diseño sin anillo en la base y diámetro de brocal de .0,532 plg (13,5 mm) en (13.5 ) que coincide con el diámetro  del cinturón de los belted magnum  desarrollados a partir del .300 Holland & Holland Magnum y .375 H&H Magnum. De esta manera, el casquillo del .375 Ruger logra tener una mayor capacidad de carga que un belted magnum desarrollado para ser alimentado en un mecanismo de longitud estándar, a diferencia de los cartuchos de la familia de los Remington Ultra Magnum, o los Weatherby Magnum, que deben ser alimentados en un mecanismo de acción magnum larga; permitiendo a Ruger no tener que hacer modificaciones en el Ruger M77 para poder recamararlo en este calibre; aplicando la misma filosofía de Winchester a inicios de los años 60 cuando desarrollaron la familia de cartuchos Winchester Magnum. Cuando. Ruger concibió el cartucho para que sea alimentado en rifles de acción la longitud estándar, determinó que el cartucho tuviera una longitud 2.580 en (65.5 mm); sólo 0.04 pulgadas (1.0 mm ) más largo que el casquillo del .270 Winchester . La longitud máxima del cartucho es 3.340 en (84.8 ) cuál es similar a la longitud global máxima a cartuchos de longitud estándar como el 300 Winchester Magnum, .338 Winchester Magnum o el .30-06 Springfield.  
Aunque el .375 Holland & Holland Magnum es más largo que el .375 Ruger, este último tiene un casquillo de mayor capacidad que el cartucho de Holland & Holland. Esto se debe a que el .375 H&H Magnum cuenta con una hombro menos pronunciado y a un casquillo ligeramente más delgado (ambas características hacen del .375 Holland & Holland, un cartucho que será alimentado en la recámara de un rifle de manera más suave). La capacidad del casquillo del .375 Ruger es de 99 g de agua (6.42 cm³) mientras el .375 H&H Magnum tiene una capacidad de caso de 95 g de agua (6.16 cm³), un aumento de 4%. 
Estándares de cartucho para el .375 Ruger estuvo emitido por SAAMI en junio de 2007. SAAMI Recomienda un cañón con 6 estrías con un diámetro de cañón de .0,366 plg (9,3 mm) en (9.3 mm) y un diámetro de estrías de .0,376 plg (9,6 mm) en (9.6 mm) con un ancho de estrías de .0,115 plg (2,9 mm) en (2.9 mm). El ratio de giro recomendable es de 1:12 pulgadas  (304.8 mm). La presión máxima recomendable para el cartucho es 62,000 psi (4,300 bar ).

## Performance
Actualmente Hornady y Double Tap producen el.375 Ruger. La munición Hornady superformance la munición empuja un proyectil de 270 granos a 2,840 pies por segundo (870 m/s) y la bala de 300 granos logra una velocidad de 2,660 pies por segundo (810 m/s). La munición Double Tap logra 2,825 pies por segundo (861 m/s) y 4,700 libras/pie con proyectiles Barnes TSX de 270 granos, de un cañón de 23 pulgadas de un rifle Ruger M77 Hawkeye African.  
El .375 Ruger cuenta con ligeramente mayor capacidad de en el casquillo, y la "eficacia de este casquillo más gordo y corto" genera una ventaja de 150 pies por segundo sobre el 375 H&H mag. Sus capacidades quedan esencialmente comparables. Desde entonces 2015 O.F. Mossberg & Sons produce rifles de cerrojo calibre .375 Ruger en su modelo "Patriot" en diferentes presentaciones.

## El .375 Ruger como Cartucho base

### 300 PRC
El casquillo del .375 Ruger ha sido usado como base para el desarrollo del 300 Rifle de Precisión Cartucho (300 PRC), el cual es esencialmente el .375 Ruger con el cuello ajustado a un calibre .308. El fabricante de munición americano Hornady conseguía el 300 Rifle de Precisión Cartucho SAAMI-estandarizado en 2018. En 2019  consiga C.I.P.-Estandarizado como el 300 PRC. El 300 PRC capacidad de casquillo del Cartucho es 6.2 ml (95.5 granos) H2O. El casquillo del .375 Ruger  estuvo utilizado por Hornady como la base para un cartucho para tiros a distancias extremas, con el objetivo de operar a presiones muy altas en la recámara que, combinados con un cuello y garganta del cañón optimizados para asentar proyectiles .308 muy largos y pesado, para lograr un coeficiente balístico alto sin que estos proyectiles estén asentados profundamente que pudiesen comprometer la capacidad del casquillo y por consiguiente la velocidad de salida desde un mecanismo para magnum largo. Los rifles recamarados para el 300 PRC tienen una longitud máxima de 3.70 en (93.98 ) .

### .300 Ruger Compact Magnum
El .300 Ruger Compact Magnum o .300 RCM estuvo diseñado en 2007 y utiliza un casquillo diseñado por Hornady y Ruger basado en el .375 Ruger. El casquillo es de un diseño sin anillo en la base y diámetro de brocal de .0,532 plg (13,5 mm) en (13.5 ) cuál es el mismo diámetro  del cinturón en belted magnum los casos basaron en el .300 H&H Magnum y .375 H&H Magnum. Esto deja el cartucho para tener una capacidad mayor que un belted magnum con casquillos de la misma longitud, siendo la longitud máxima del cartucho de a 2.10 pulgadas (53 mm ) la cual es similar al .308 Winchester . A diferencia de los cartuchos de la familia de los Winchester Short Magnum, el Ruger Compact Magnum compartir el mismo diámetro de casquillo, permitiendo a Ruger recamarar el Ruger M77 Hawkeye en el 300 RCM su acción corta sin tener que rediseñarlo. Sin embargo; el cartucho no logró obtener la popularidad del 300 Winchester Short Magnum y actualmente el Ruger M77 no se produce en este calibre.

### .416 Ruger
El .416 Ruger es un cartucho desarrollado en base al .375 Ruger, por Hornady y Ruger en conjunto, en 2008. Es básicamente un .375 Ruger rediseñado para aceptar un proyectil de.0,416 plg (10,6 mm) para ser usado para caza mayor de animales peligrosos particularmente en Alaska y África. 